# Mesocetus
Mesocetus je izumrli rod kitova usana iz miocena.

## Rasprostranjenost
Fosili ovog roda pronađeni su u Sjevernoj Americi i Europi. U Sjevernoj Americi pronađeni su u Marylandu i Virginiji, saveznim državama Sjedinjenih Američkih Država, dok su u Europi pronađeni u Austriji, Bosni i Hercegovini, Francuskoj, Hrvatskoj, Nizozemskoj i Slovačkoj.
U Bosni i Hercegovini te Hrvatskoj pronađena je samo jedna vrsta zvana Mesocetus agrami. Ta vrsta, još poznata i pod nazivom zagrebački kit, u Hrvatskoj su njezini ostatci pronađeni samo u zagrebačkom kvartu Podsused, dok su u Bosni i Hercegovini pronađeni na četiri lokaliteta: Knežica kraj Bosanske Dubice, Šargovac kraj Banje Luke te Dažnica i Kalenderovci, oboje kraj Dervente.

## Vrste
- Mesocetus agrami van Beneden, 1886.[5]
- Mesocetus aquitanicus Flot, 1896.[6]
- Mesocetus hungaricus Kadić, 1907.[7]
- Mesocetus longirostris van Beneden, 1880. (tipična vrsta)[8]
- Mesocetus pinguis van Beneden, 1880.[8] nomen dubium
- Mesocetus siphunculus Cope, 1895.[9]

### Vrste prije svrstane u rodMesocetus
- Mesocetus latifrons von Beneden, 1880.[8] = Aglaocetus latifrons
- Mesocetus schweinfurthi Fraas 1904.[10] = Eocetus schweinfurthi
- Mesocetus argillarius Roth, 1978. = Tranatocetus argillarius[11]